# هيئة السياحة (مالطا)
هيئة السياحة في مالطا (MTA) (بالإنجليزية: the Malta Tourism Authority) (بالمالطية: l-Awtorità Maltija tat-Turiżmu) هي المؤسسة الرسمة في مالطا التي تختص بتنظيم السياحة، تأسست رسميًا بموجب قانون خدمات السفر والسياحة الصادر عام 1999. هذا يحدد دورها بوضوح - توسيعه إلى ما بعد التسويق الدولي ليشمل الأدوار المحلية والحفازة والتوجيهية والتنسيقية والتنظيمية. يعزز القانون الشراكات العامة والخاصة في السياحة من خلال مشاركة أكبر وأكثر مباشرة يشارك القطاع الخاص في التخطيط الوطني والتنمية الصناعية. قبل تأسيس هيئة السياحة، أشرفت منظمة السياحة الوطنية في مالطا (NTOM) وقبلها سبقها مجلس السياحة الحكومي في مالطا على تطوير السياحة في مالطا.

## المهام
- تعزيز دور جزيرة مالطا ودفعه كوجهة سياحية
- تقديم المشورة للحكومة في مالطا بشأن العمليات السياحية وإصدار التراخيص بموجب القوانين والانظمة.
- المساهمة في تحسين مستوى الموارد البشرية في صناعة السياحة.
- تقديم المشورة للحكومة بشأن تخطيط وتطوير السياحة وبشأن البنية التحتية الداعمة للسياحة.
- المساعدة وتقديم المشورة بشأن أي قضايا متعلقة بالسياحة والقيام بأنشطة وفعاليات ومشاريع سياحية.[2]

## روابط خارجية
- وزراة السياحة في مالطا tourism.gov.mt
- موقع هيئة السياحة في مالطا